# Murallas de Cruilles
Las Murallas de Cruïlles es una antigua construcción del municipio de Cruilles, Monells y San Sadurní en la comarca catalana del Bajo Ampurdán perteneciente a la provincia de Gerona. Está declarada bien cultural de interés nacional.

## Historia
En un documento del año 980 hay una noticia de lugar de Alburne al que se menciona posteriormente en una relación de albergues del conde de Rosselló del siglo XIII. Su iglesia de Sant Cugat, con elementos arquitectónicos alto-medievales, está documentada, pero, en la segunda mitad del XIII. A inicios del siglo XIII la familia Destorrent poseía el castillo de Albons en feudo de los señores de Torroella de Montgrí. En 1272 el vizconde Dalmau de Rocabertí permutó los castillos de Bellcaire y Albons con otras posesiones con el infante Pedro. De esta forma, pasó a la corona, y en 1311, Jaime II lo vendió al conde Ponce V de Ampurias. Dicho rey, que construía el castillo del Montgrí, prohibió al conde que continuara las nuevas fortificaciones de Albons y Bellcaire; uno de los motivos de discordia de ambos personajes. En 1322, el mismo rey hacía donación del dominio de Albons a Bernat de Orriols, que sus sucesores continuaron poseyendo durante siglos, apellidados Foixà desde finales del XIV y Vallgornera a partir del XVI.

## Descripción
Del recinto medieval se ven restos muy dañadas que circundan buena parte del casco antiguo del pueblo, con la Torre del Homenaje del castillo, la iglesia parroquial de Santa Eulalia en el centro, más algunos callejones estrechos y empinados. Se puede seguir el trazado del recinto fortificado, que era de planta cuadrangular. Los vestigios más notables se encuentran a levante y al norte. Al sureste se alza una torre cuadrada, construida con sillares; se ven aspilleras y el almenado que fue más alzado al convertir la torre en parte de la vivienda. Cerca suyo, en el sur, en una esquina de la calle hay señales del espacio de un portal. En todo el sector de levante hay fragmentos de lienzo y también al norte donde, en el ángulo noroeste, se mantienen en altura considerable y probablemente pertenecen a una gran torre angular. En estos últimos tramos (este y norte) el aparato es de cascotes y pequeñas piedras desbastadas que en diferentes puntos se disponen inclinadas formando hiladas seguidas. La esquina mencionada es de sillares; hay pequeñas saeteras. En la parte restante de los tramos de poniente y de mediodía los restos de muralla, entre edificios tardíos, son mucho menos apreciables. Al pie de los muros de levante hay una antigua conducción de agua subterránea, cubierta con losas, que en parte pasa bajo la muralla.